# Bernard Lewis
Bernard Lewis (Stoke Newington, Londres, Inglaterra; 31 de mayo de 1916-municipio de Voorhees, Nueva Jersey, Estados Unidos; 19 de mayo de 2018) fue un historiador y orientalista británico, con doble nacionalidad israelí y estadounidense.

## Biografía
Su familia era judía y de clase media. Desde los doce años sintió un vivo interés por las lenguas semíticas y la historia; comenzó a estudiar hebreo e historia del pueblo judío. Aprendió más tarde arameo y árabe, y luego latín, griego, persa y turco, hasta llegar a dominar una docena de idiomas. Estudió y enseñó en la Escuela de Estudios Orientales y Africanos de Londres; fue consejero de los servicios secretos británicos durante la Segunda Guerra Mundial y consultor del Consejo de Seguridad Nacional de los Estados Unidos y consejero de Benjamín Netanyahu cuando fue embajador de Israel en la ONU (1984-88); en 1974 se trasladó a la Universidad de Princeton, en Nueva Jersey, de la que es profesor emérito de Estudios sobre el Próximo Oriente.
Su campo de estudio ha sido la historia del Islam y del Imperio otomano, así como las relaciones entre Islam y Occidente. Sus libros han alcanzado una amplia difusión y es frecuentemente considerado como uno de los principales expertos occidentales sobre Oriente Medio, posición desde la que ha actuado como asesor para diversas instituciones, como la administración de George W. Bush. Fue el primer occidental al que se le permitió acceder a los archivos otomanos en Estambul en 1950. Sostuvo una polémica teoría sobre el genocidio armenio, el cual, para él, fue más bien una guerra civil entre dos pueblos que habitaban un mismo país, Turquía. En The Emergence of Modern Turkey, 2.ª ed. (1968 en inglés), Bernard Lewis escribió:
Para los turcos, esta amenaza secesionista armenia aparecía como la más indudable de todas. Podían aún, pese a lo que fuera, abandonar sus conquistas serbias, búlgaras, albanesas y griegas para acercar a sus propias fronteras las del imperio. Pero los armenios, que se extendían a través de Turquía hasta Asia y desde la frontera del Cáucaso a la costa mediterránea, estaban implantados en pleno corazón de la patria turca y renunciar a estas regiones habría significado, más que la secesión, la disolución del estado turco. A lo largo de los siglos los pueblos turco y armenio, inextricablemente mezclados, vivían en buena vecindad, y he aquí que se comprometió entre ellos una lucha desesperada entre dos naciones por la posesión de una sola patria que acabó en las terribles matanzas de 1915, en las cuales perecieron un millón y medio de armenios, según algunas estimaciones, y un número desconocido de turcos.
Por otra parte se enfrentó al palestino Edward Said por cuestiones de fondo sobre el orientalismo. En un artículo titulado «La cuestión del Orientalismo» (The New York Review of Books, 24 de junio de 1982), Bernard Lewis respondió a los ataques de que era término por parte de los orientalistas, y en particular a los que le dirigió Edward Said. Lewis estima que la demostraciones de Edward Said no eran convincentes, y le reprochó lo siguiente:
- Crear artificialmente un grupo, los orientalistas, que sostenía en bruto la misma tesis, que Bernard Lewis juzga absurda.
- Ignorar los trabajos de los orientalistas del mundo germánico para focalizarse sobre los británicos y franceses, y olvidar entre estos últimos buen número de autores mayores, como Claude Cahen.
- Preferir, a menudo, los «escritos menores u ocasionales» a las «contribuciones mayores a la ciencia».
- Integrar en su análisis autores que no son veraderos orientalistas, como Gérard de Nerval.
- Cometer una serie de desfiguraciones de la verdad y errores de hecho, especialmente cuando Edward Said acusa a Sylvestre de Sacy de haber robado documentos y de traducciones deshonestas (« Esta monstruosa difamación de un gran sabio se ha hecho sin un gramo de verdad»), o cuando escribe que los armenios musulmanes han conquistado Turquía antes que África del Norte («esto es, que el siglo undécimo llegó antes que el séptimo»).
- Hacer interpretaciones absurdas de pasajes escritos por orientalistas, en especial del propio Bernard Lewis.
- Utilizar dos criterios y dos raseros: "Los especialistas soviéticos, en particular cuando tratan regiones islámicas y otras regiones no europeas de la Unión Soviética, se refieren a menudo -mucho más que los británicos y franceses que condena- a la literatura tendenciosa y denigrante que Edward Said detesta tanto en los otros, pero Said nunca menciona las tesis discutibles de los autores rusos".

Como conocedor de la filosofía y los principios islámicos ha afirmado que "en el Islam abundan normas que gobiernan el inicio, el desarrollo y el fin de las hostilidades y que tratan cuestiones tan específicas como el comportamiento con los prisioneros y con las poblaciones conquistadas, el castigo a los espías, la utilización de los bienes del enemigo y la adquisición y distribución del botín. Aunque las disposiciones muestran una clara preocupación por los valores y normas morales, es difícil conciliarlas con una interpretación moral y espiritual de la yihad como tal".
En 2006 recibió la National Humanities Medal.

## Obras representativas
- Islam: The Religion and the People, co-authored with Buntzie Ellis Churchill, Upper Saddle River, 2009
- Political Words and Ideas in Islam, Princeton 2008
- The Assassins, Folio Society edition, London, 2005
- From Babel to Dragomans: Interpreting the Middle East, New York, 2004
- The Crisis of Islam: Holy War and Unholy Terror, New York, 2003
- What Went Wrong? Western Impact and Middle Eastern Response, New York, 2002
- The Emergence of Modern Turkey, 3rd edition, New York, 2001
- Land of Enchanters: Egyptian Short Stories from the Earliest Times to the Present Day, revised edition, with Stanley Burstein, Princeton, 2001
- Music of a Distant Drum: Classical Arabic, Persian, Turkish & Hebrew Poems, Princeton, 2001
- A Middle East Mosaic: Fragments of Life, Letters and History, New York, 2000
- The Multiple Identities of the Middle East, London, 1998
- The Middle East: A Brief History of the Last 2,000 Years, New York, 1995
- Cultures in Conflict, New York, 1994
- The Shaping of the Modern Middle East, New York, 1994
- The Arabs in History, 6th edition, New York, 1993
- Islam and the West, New York, 1993
- Islam in History, 2nd edition, Chicago, 1993
- Race and Slavery in the Middle East: An Historical Enquiry, New York, 1990
- The Political Language of Islam, Chicago, 1988.
- The Muslim Discovery of Europe, New York, 1982.
- The Origins of Ismailism, reprinted, New York, 1975.

### Ediciones en español
- ¿Qué ha fallado? El impacto de Occidente y la respuesta de Oriente Próximo. Siglo XXI de España Editores. 2002. ISBN 9788432311062.
- Las identidades múltiples de Oriente Medio. Siglo XXI de España Editores. 2000. ISBN 9788432310478.
- El lenguaje político del Islam. Taurus Humanidades. 1990. ISBN 9788430605460.